# پرستو (موتور چیدمان)
پرِستو (به انگلیسی: Presto) موتور چیدمان مورد استفاده در مرورگر اپرا است که توسط شرکت نرم‌افزاری اپرا توسعه می‌یابد. نرم‌افزار پس از ارائهٔ چند نسخه آزمایشی، سرانجام در ۲۸ ژانویه ۲۰۰۳ در اپرا ۷ نسخه ویندوز به شکل رسمی به کار رفت و تاکنون نیز تا نسخه ۱۱ اپرا، مورد استفاده است. برنامه‌نویسی پرستو براساس زبان سی++ می‌باشد.